# سهل‌آباد (قوچان)
سهل آباد، روستایی است از توابع بخش مرکزی شهرستان قوچان در استان خراسان رضوی ایران. این روستا در 45 کیلوتری جاده قوچان مشهد قرار دارد و تا شهر مقدس مشهد 75 کیلومتر فاصله دارد از جمله آثار باستانی این روستا  کاروانسرای تاریخی شاه عباسی (سهل آباد) می‌باشد 
کاروانسرای سهل آباد مربوط به اواخر دوره تیموریان - اوائل دوره صفوی است و در شهرستان قوچان، روستای سهل آباد واقع شده و این اثر در تاریخ ۱۷ اسفند ۱۳۸۱ با شمارهٔ ثبت ۷۶۰۸ به‌عنوان یکی از آثار ملی ایران به ثبت رسیده است.

## جمعیت
این روستا در دهستان دوغائی قرار داشته و بر اساس سرشماری سال ۱۳۸۵ جمعیت آن ۲۵۷ نفر (۵۷ خانوار)
بوده‌است.